# یواس‌اس نارکیتا (۱۸۹۱)
یواس‌اس نارکیتا (۱۸۹۱) (به انگلیسی: USS Narkeeta (1891)) یک کشتی بود که طول آن ۹۲ فوت ۶ اینچ (۲۸٫۱۹ متر) بود. این کشتی در سال ۱۸۹۲ ساخته شد.